# Blízkov
Blízkov (německy Bliskau) je obec v okrese Žďár nad Sázavou v kraji Vysočina. Žije zde 342 obyvatel.
Sousedními obcemi sídla jsou Zadní Zhořec, Stránecká Zhoř, Černá, Netín a Měřín.

## Název
Název se vyvíjel od varianty z Bliskova (1512), Blyžkow (1556), Blizkow (1679), Bliskow (1718, 1751), Bliskau a Bliskow (1846), Bliskow a Blizkov (1872) až k podobám Bliskau a Blízkov v roce 1885. Místní jméno znamenalo ves lidí Blízkových.

## Historie
První písemná zmínka o obci pochází z roku 1298. V roce 1399 je uváděna jako součást statku měřínského proboštství. Později se ves stala součástí panství Černá, kam spadala až do zrušení patrimoniální správy v roce 1848. Roku 1879 většina obce vyhořela.
Obec Blízkov v roce 2014 obdržela ocenění v soutěži Vesnice Vysočiny, konkrétně získala ocenění Zlatá cihla v Programu obnovy venkova B. V roce 2015 získala obec ocenění v soutěži Vesnice Vysočiny 2015, konkrétně obdržela diplom za vzorné vedení obecní kroniky.

## Obyvatelstvo
| Rok            | 1869 | 1880 | 1890 | 1900 | 1910 | 1921 | 1930 | 1950 | 1961 | 1970 | 1980 | 1991 | 2001 |
| Počet obyvatel | 568  | 571  | 607  | 525  | 579  | 577  | 536  | 444  | 435  | 421  | 399  | 353  | 340  |

## Obecní správa a politika

### Místní části
- Blízkov
- Dědkov

### Znak a vlajka
Právo užívat znak a vlajku bylo obci uděleno rozhodnutím Poslanecké sněmovny Parlamentu České republiky dne 4. června 1998. Znak tvoří modro-stříbrně dělený štít, nahoře dva zlaté zkřížené ovesné stvoly, dole v zeleném hrotu zlatý utržený vztyčený lískový oříšek. Vlajku tvoří tři vodorovné pruhy: modrý, žlutý a zelený v poměru 2 : 1 : 2. Poměr šířky k délce listu je 2 : 3.

## Doprava
Katrastrem obce prochází krátký úsek dálnice D1.
Dále zde vedou silnice III. třídy:
- III/35433 Měřín–Blízkov–Netín
- III/35434 Blízkov–Dědkov

## Pamětihodnosti
- kaple svatého Václava, zbudovaná v letech 1969–1973, vysvěcena roku 1990
- kaple svatého Jana Nepomuckého, pozdně barokní stavba pravděpodobně z roku 1762

## Galerie

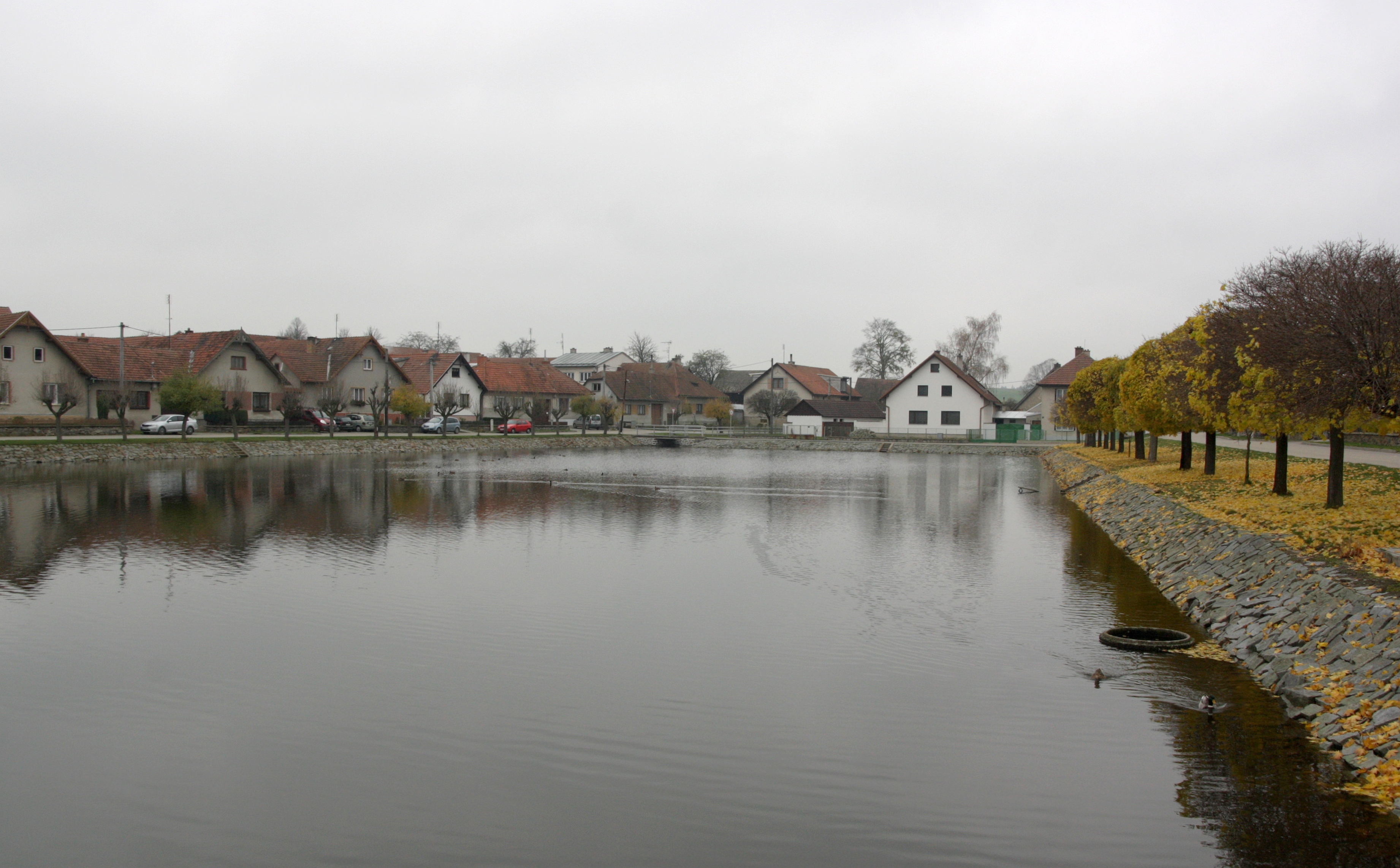
Horní rybník v centru obce
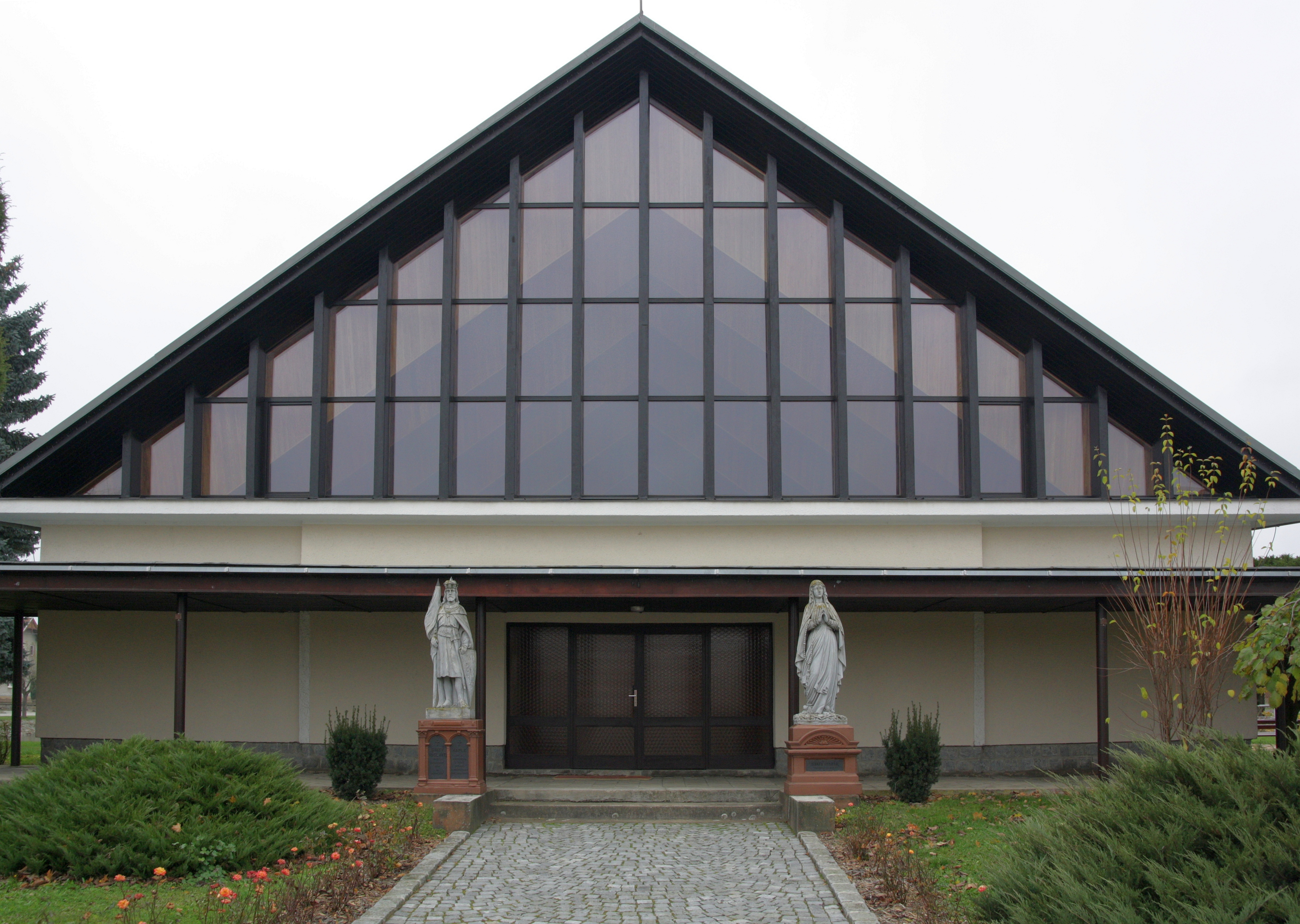
Kaple svatého Václava
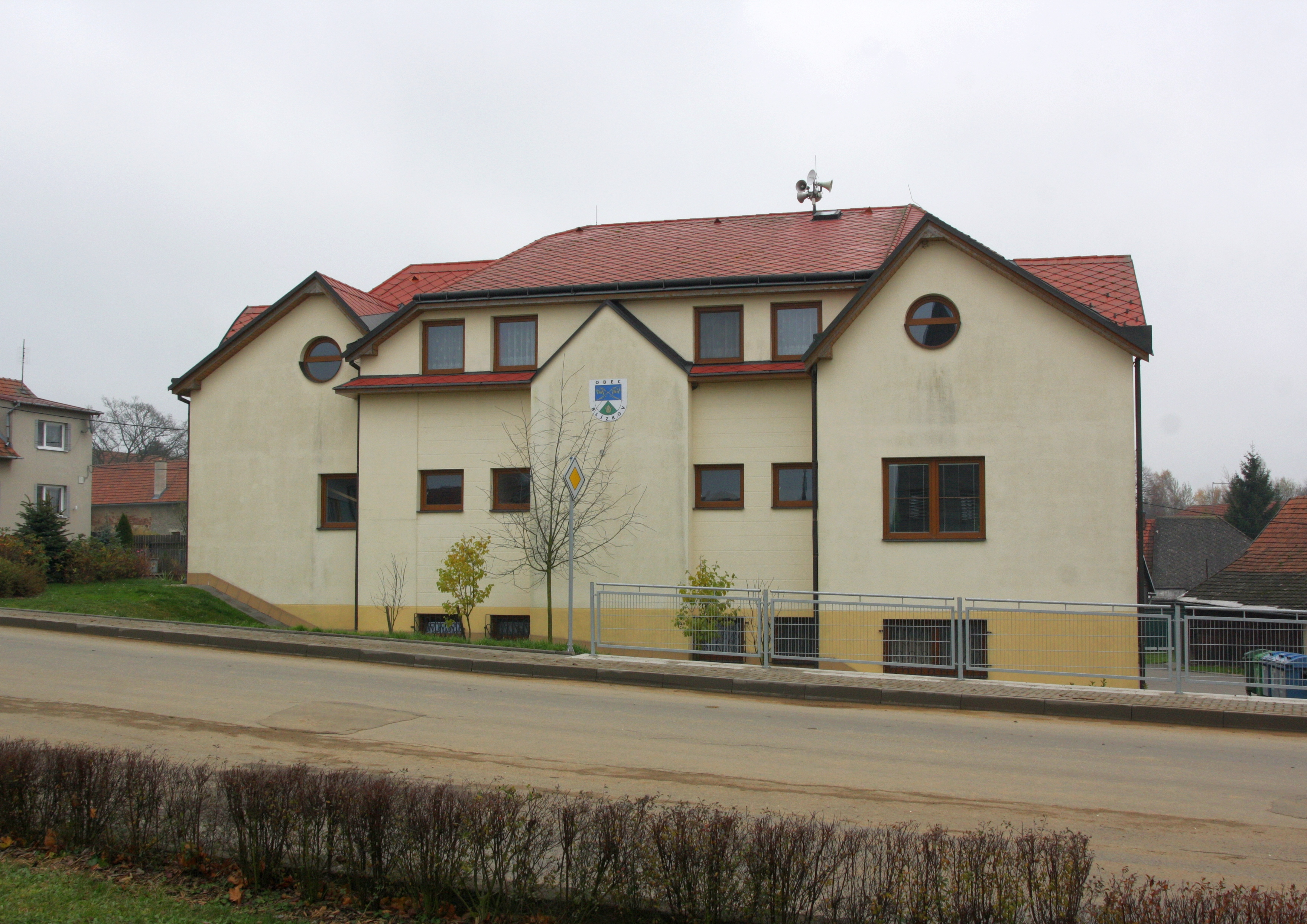
Obecní úřad